# Görschen
Görschen este o comună din landul Saxonia-Anhalt, Germania.